# Propriétés mécaniques du bois
Les propriétés mécaniques du bois décrivent le comportement du bois lorsqu'il est soumis à diverses sollicitations (force, couples, etc.). Une particularité technologique du bois est sa très forte anisotropie mécanique. Plus d’un ordre de grandeur sépare la rigidité de ce matériau suivant que l’on considère les directions anatomiques de la grume: radiale, tangentielle ou longitudinale.

## Travail de l'ingénieur
L’ingénieur dispose de moyens de calcul numérique lui permettant de dimensionner des structures mécaniques complexes en prenant en compte le caractère anisotrope des matériaux mis en œuvre. Les données classiques du module d’élasticité longitudinal sont complétées par les propriétés anisotropes associées. La banque de données[Laquelle ?] s’appuie sur les caractéristiques mesurées au cours de plus d’un demi-siècle par de nombreux laboratoires. Elle a permis de d'établir un modèle prédictif du comportement élastique anisotrope d’un bois, paramétrés par la nature feuillue ou résineuse de l’espèce et la masse volumique.
La matière ligneuse issue de la grume de l’arbre est utilisée techniquement sous des formes multiples, de plus en plus déstructurées, obtenues à travers les industries de Première Transformation : sciage, déroulage, tranchage, déchiquetage (plaquettes, particules) et le défibrage mécanique ou chimique. Les fibres trouvent leurs débouchés dans l’industrie des papiers et cartons ainsi que celle des panneaux de fibres (MDF, etc.) ; plaquettes et particules alimentent les  fabriques de panneaux structuraux, tandis que déroulés et tranchés sont assemblés dans les usines de contreplaqué. La forme noble de la matière ligneuse, supposée être les sciages, alimente les industries de menuiserie et d’ébénisterie, mais surtout le charpentage pour le bâtiment et plus généralement les entreprises d’aménagement intérieur de l’habitat (moins en France que dans l’Europe du Nord et l’Amérique du Nord).
L’ingénieur de conception, doté de moyens modernes de calcul des structures, susceptible de mettre en œuvre une ressource ligneuse extrêmement variée, a besoin d’alimenter les codes mis à sa disposition, en données matérielles réalistes. Des données relatives au comportement élastique anisotrope du bois sont présentées ici, elles complètent les caractérisations traditionnelles généralement limitées à un module d’élasticité longitudinal (E = 10 000 MPa).

## Généralités
Soumis à des sollicitations mécaniques de faible intensité, le bois massif est susceptible de déformations réversibles qui peuvent être considérées comme élastiques. Toutefois, comparé au comportement élastique de nombreux autres matériaux utilisés, notamment en construction, celui du bois massif a des spécificités remarquables. Le comportement mécanique du bois massif est très fortement anisotrope et, dès que le temps d'application des sollicitations mécaniques devient important, la pièce sollicitée exhibe des déformations différées qui peuvent être décrites, lorsque les charges imposées sont inférieures à 30 % de la charge de rupture, dans le cadre d'un modèle de comportement viscoélasticité linéaire anisotrope.

### Anisotropie
Les arrangements cellulaires, l'axe de croissance de la grume, la direction radiale de croissance secondaire sont autant d'éléments biologiques qui conditionnent le choix d'un référentiel matériel de la matière ligneuse.
Au sein du matériau Bois trois directions matérielles orthogonales sont privilégiées :
- l'axe de la grume, voisin de l'axe longitudinal de la cellule ligneuse est l'axe L ;
- l'axe de croissance radiale est l'axe R ;
- la direction tangentielle aux cernes de croissance définit l'axe T.

En conséquence, le référentiel matériel naturel local associé à un volume élémentaire de bois est le référentiel orthonormé (R, T, L), clairement lié à la structure anatomique locale du bois. C'est dans ce référentiel que sont exprimées les propriétés matérielles. On parle de caractéristiques élastiques orthotropes cylindriques.
Remarque: Le choix de l'ordre des axes R, T, L est guidé en référence aux coordonnées cylindriques utilisées classiquement par les mathématiciens (r, θ, z).
Singularités de l'orthotropie cylindrique.
La figure ci-contre permet d'illustrer l'importance et les difficultés induites par le caractère cylindrique de l'orthotropie du matériau bois.
Le premier schéma illustre le débit sur plot qui consiste à débiter la grume par des traits de scie conduits parallèlement à l'axe de la grume. Les planches ainsi levées à différentes distances de l'axe (la moelle) ont des appellations différents :
- Les dosses sont extraites à l'extérieur, elles sont majoritairement constituées d'aubier et d'écorce. Ces planches de qualité secondaire sont le plus souvent destinées à des emplois annexes, bois énergie, bricolage, etc.
- Les contre dosses sont, stricto sensu, prélevées directement sous les dosses. Les planches voisines vers l'intérieur de la grume sont concernées par le remarque suivante :

référentiel de structure lié à la planche donc aux directions de sciage, noté (e1,e2,e3), n'est superposable au référentiel matériel (R, T, L) que dans une petite zone autour de la zone médiane de la planche. Une propriété mécanique mesurée en différents endroits de la contre dosse, sur une particule repérée dans le référentiel de structure, sera chiffrée différemment du simple fait d'un défaut d'orientation par rapport au référentiel matériel (R, T, L).
- Le plateau de cœur quant à lui est tel que le référentiel de structure (e1,e2,e3) et le référentiel matériel (R, T, L) sont en tous points sensiblement parallèles. Très empiriquement l'artisan ainsi que le bricoleur ont une prédilection à travailler de tels sciages, qui restent stables en fonction du taux d'humidité ou des chargements de longues durées.

#### Grandeurs cinématiques: déformations
Les composantes de la matrice symétrique associée à l’état de déformation, définie dans le référentiel matériel local  (R, T, L) sont :
- les trois élongations : εR, εT et εL ;
- et trois déformations de cisaillement : γRT, γTL et γTL,

#### Efforts appliqués: contraintes internes
Les composantes de la matrice symétrique associée à l’état de contrainte sont :
- σR, σT, σL (les trois contraintes normales) ;
- σRT, σTL,σTL. (les trois contraintes de cisaillement).